# Межотне (усадьба)
Ме́жотне (латыш. Mežotnes pils; до 1918 года — Мезо(т)тен, от нем. Schloss Mesothen) — родовая лифляндская усадьба (рыцарская мыза) Ливенов, расположенная в посёлке Межотне (ранее Мезоттен), Латвия.
Господский дом был построен в стиле высокого классицизма по проекту, составленному, как гласит семейное предание, Джакомо Кваренги. Его заказчица — светлейшая княгиня Шарлотта Карловна Ливен — посетила далёкую резиденцию лишь один раз, в сопровождении императрицы Марии Феодоровны. Здесь же находится захоронение княгини.

## История
В XVII веке в условиях общего экономического развития Курляндского герцогства, которому усиленно способствовал Якоб Кеттлер, активный приверженец торговой стратегии меркантилизма, в окрестностях Мезоттена начинается строительство мануфактур. Одной из самых известных является гобеленовая, принадлежавшая герцогской династии; также активно функционировали мануфактуры по производству стекла и бархата. Семья Биронов, многолетних правителей Курляндии, вместе с баронской семьёй Медемов являлась фактическим владельцев территории Мезоттена: здесь в имении Медемов родилась Анна Доротея Курляндская, известная на всю Европу светская дама с дипломатическими способностями, третья супруга последнего герцога Курляндии Петра Бирона. В 1797 году имение Мезоттен было даровано императором Павлом I воспитательнице его дочерей и сыновей Николая (будущего императора) и Михаила Шарлотте фон Ливен (урождённой баронессе Гаугребен), вдове генерала-майора Отто-Генриха фон Ливена. Шарлотта Карловна получила положительные рекомендации Юрия Юрьевича Брауна, генерал-губернатора Лифляндии, после чего Екатерина II в 1783 году согласилась призвать её ко двору в качестве воспитательницы её внучек.

### История создания усадьбы
В 1798 году Джакомо Кваренги создал проект строительства трёхэтажного роскошного дворца-поместья для Шарлотты фон Ливен. Этот проект реализовал курляндский архитектор Иоганн Берлитц; строительные работы длились до 1802 года. В 1800 году началось создание обширного английского парка, площадь которого достигала девяти гектаров.

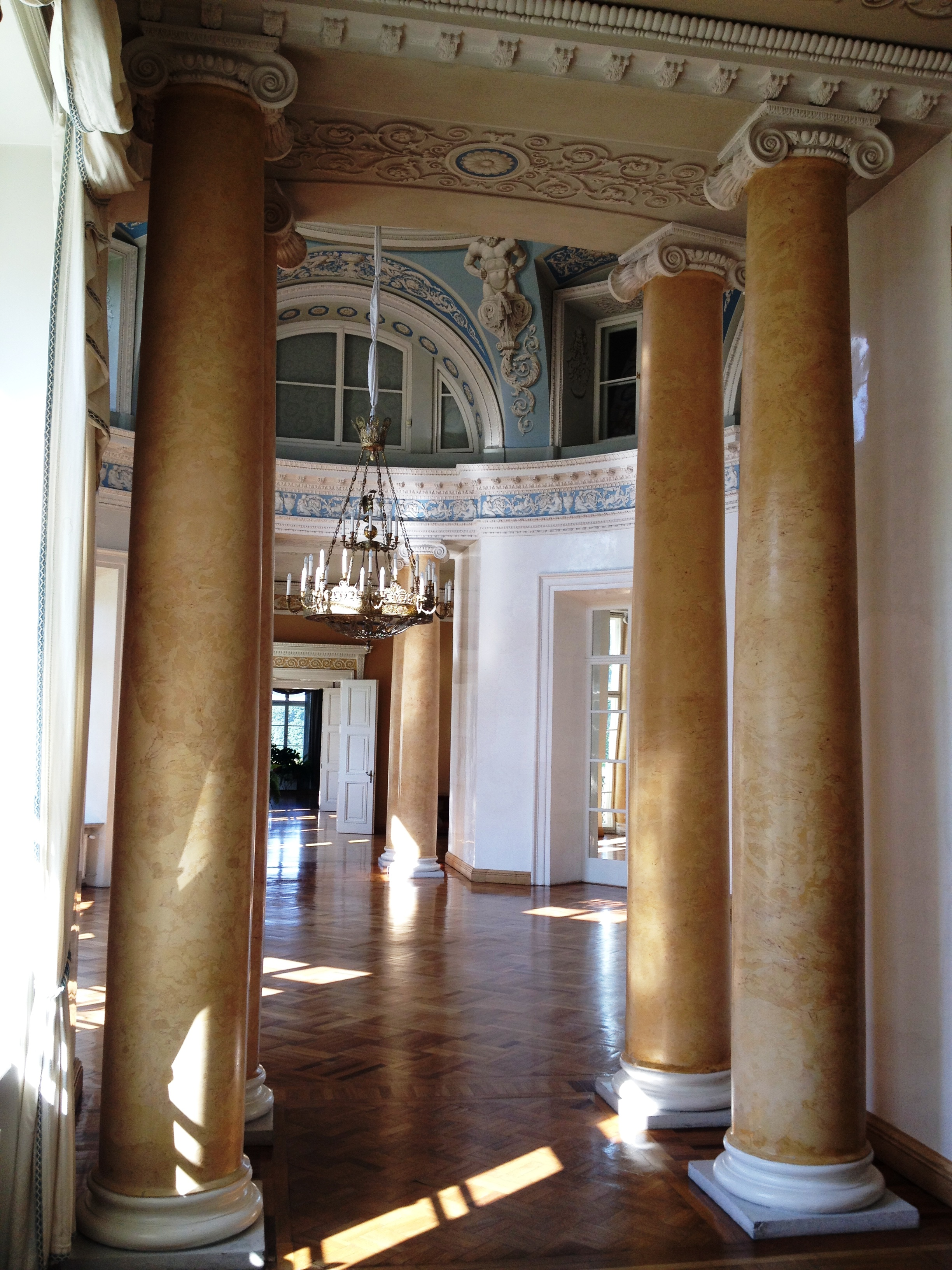
Интерьер барского дома

В мезоттенском имении, представляющем собой элегантный образец тщательно распланированного помещичьего хозяйства эпохи классицизма, был создан комплекс административных и хозяйственных построек (конюшня, дом управителя, дом садовника). Элементы художественного оформления и детали планировки центрального фасада дворца содержат в себе выразительные приметы архитектурного стиля Кваренги; также свидетельством его мастерства является колоннадная часть, акцентированная портиком ионического ордера.
Купольный итальянский зал также выполнен в лучших традициях итальянского зодчего, в то время как Берлитц лично занялся проектированием структуры боковых фасадов, а также ризалитов дворца. Для Кваренги не совсем характерна чрезмерная композиционная раздробленность элементов боковых фасадов — скорее всего, их разработкой занимался руководитель строительных работ Берлитц. Что касается внутреннего убранства интерьеров и росписи главного купольного зала, то они относятся ориентировочно к началу 1830-х годов, когда господствовала художественная концепция позднего классицизма.

### История в XX—XXI веках

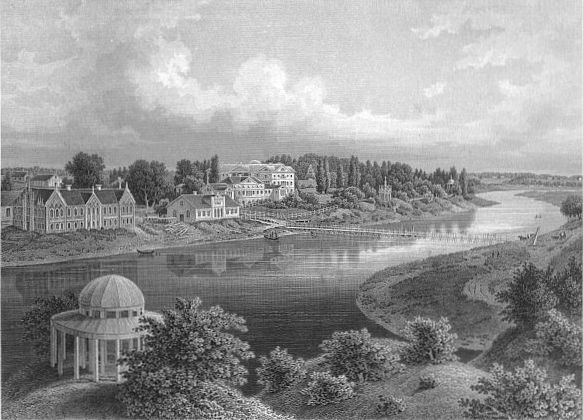
Усадьба Ливенов в середине XIX века

До 1920 года последним владельцем Межотненского имения был российский военачальник Анатолий Павлович Ливен, командир сформированного им же Либавского добровольческого стрелкового отряда, ведущей боевой единицы балтийского ландесвера, участвовавшей во взятии Риги 22 мая 1919 года и расправе над приверженцами правительства Советской Латвии. В 1920 году Ливен потерял своё владение в связи со вступлением в силу аграрной реформы в независимой Латвии. Реквизированный Межотненский замок перешёл в собственность культурно-образовательного ведомства Латвии — в нём разместилась сельскохозяйственная школа.
В 1944 году дворец пострадал в ходе отступления войсковых соединений вермахта через Курляндию; после войны в нём располагался офис испытательного селекционного центра. Кроме того помещения бывшего межотненского поместья служили для нужд почтового офиса, библиотеки; также имелись помещения для жилья (обычные квартиры). В 1950 году дворец был восстановлен с частичным изменением внутренней планировки и убранства.
В 1971—1979 годы была произведена масштабная реставрация интерьеров дворца в Межотне; была восстановлена историческая роспись, воспроизведены лепные украшения главного купольного зала, спроектированного Кваренги. Работы по восстановлению убранства затронули столовую и помещение гостиной. В современной Латвии в Межотненском поместье располагается гостиница с небольшой музейной экспозицией, посвящённой общей истории Межотне, владельцам Ливенам и другим породнившимся с ними дворянским фамилиям.